# Awdal

Karta över Somalilands regioner. Awdal

Awdal (somaliska: Awdal) är en region (gobolka) i västligaste delen av Somaliland. 
Den administrativa huvudstaden är Borama.

## Historik
2008 skapade Somalilands regering nya regioner genom att dela upp de regioner som skapats av Somalia. Från Awdal bröts den nya regionen Salal ut, med Zeila som huvudstad.